# 舛川洋榮
舛川 洋榮（ますかわ ひろえ、1938年 - 2021年）は、日本の実業家。北海道常呂郡端野町（現北見市端野町）出身。
元株式会社イトーヨーカ堂代表取締役副社長、元取締役コーポレート経営政策委員、元株式会社ヨークマート代表取締役社長、元取締役相談役、元株式会社ヨークベニマル代表取締役会長、元株式会社ファミール（現･株式会社セブン&アイ・フードシステムズ）代表取締役社長、元株式会社テルベ（セブン&アイ・ホールディングス特例子会社）代表取締役社長。

## 人物・経歴
1961年3月千葉商科大学商経学部卒業。同年3月11日株式会社イトーヨーカ堂入社。同年4月に人事部配属以降、主に人事労務畑を歩み、鈴木敏文元代表取締役社長とのコンビで同社の人事体系を構築。取締役人事室長
等の要職を歴任後、代表取締役副社長に就任。また、元株式会社ファミール（現･株式会社セブン&アイ・フードシステムズ）代表取締役社長、ならびに元株式会社ヨークマート代表取締役社長に就任し、両社の経営改善、黒字転換に尽力し、経営者としての手腕を発揮した。